# Elektronika cyfrowa
Elektronika cyfrowa – dziedzina elektroniki zajmująca się układami cyfrowymi, sygnałami cyfrowymi i cyfrowym przetwarzaniem sygnałów.
Elektroniczny układ cyfrowy charakteryzuje możliwość stabilnego (trwałego) przyjmowania jednego z dwóch, przyjętych konstrukcyjnie, poziomów napięcia elektrycznego odpowiadających stanom logicznym: 1 lub 0 (prawda lub fałsz). Dysponując takimi układami elektronicznymi, można budować różne bramki logiczne, które następnie można łączyć w rozmaite układy bramek logicznych spełniających dowolną funkcję logiczną. Dzięki miniaturyzacji układów elektronicznych możliwe jest wytwarzanie układów cyfrowych składających się z wielkiej liczby bramek logicznych (rzędu setek milionów, a nawet miliardów) upakowanych w strukturze jednego układu scalonego. Elektronika cyfrowa stworzyła podstawy do budowy współczesnych maszyn matematycznych – komputerów.